# Pugilato ai I Giochi europei
Le gare di pugilato ai I Giochi europei sono state disputate a Baku dal 16 al 27 giugno 2015.

## Podi

### Maschili
| Specialità    | Oro                   | Argento               | Bronzo                            |
| Mosca leggeri | Bator Sagaluev        | Brendan Irvine        | Muhammed Unlu Dmytro Zamotayev    |
| Mosca         | Elvis Mamishzada      | Vincenzo Picardi      | Hamza Touba Viliam Tanko          |
| Gallo         | Bakhtovar Nazirov     | Dzmitryj Asanaŭ       | Tayfur Aliyev Qais Ashfaq         |
| Leggeri       | Albert Selimov        | Sofiane Oumiha        | Sean McComb Mateusz Polski        |
| Superleggeri  | Collazo Sotomayor     | Vincenzo Mangiacapre  | Kastriot Sopa Viktor Petrov       |
| Welter        | Parviz Baghirov       | Alexander Besputin    | Josh Kelly Yaroslav Samofalov     |
| Medi          | Michael O'Reilly      | Xaybula Musalov       | Zoltan Harcsa Maxim Koptyakov     |
| Mediomassimi  | Teymur Məmmədov       | Valentino Manfredonia | Oleksandr Chyžnjak Pavel Silyagin |
| Massimi       | Abdulkadir Abdullayev | Gevorg Manukian       | Josip Bepo Filipi Sadam Magomedov |
| Supermassimi  | Joe Joyce             | Gasan Gimbatov        | Mahammadrasul Majidov Tony Yoka   |

### Femminili
| Specialità   | Oro                  | Argento           | Bronzo                         |
| Mosca        | Nicola Adams         | Sandra Drabik     | Saiana Sagataeva Elif Coskun   |
| Gallo        | Elena Savel'eva      | Marzia Davide     | Anna Alimardanova Azize Nimani |
| Leggeri      | Katie Taylor         | Estelle Mossely   | Yana Alekseevna Tasheena Bugar |
| Superleggeri | Anastasiia Beliakova | Valentina Alberti | Sandy Ryan Aneta Rygielska     |
| Medi         | Nouchka Fontijn      | Anna Laurell Nash | Sarah Scheurich Lidia Fidura   |